# La Carmencita
La Carmencita est un tableau réalisé par le peintre américain John Singer Sargent vers 1890 à New York. De format vertical, cette huile sur toile est un portrait de Carmencita en pied devant un fond brun. Vêtue d'une robe bouffante orange à motifs floraux blancs, la danseuse espagnole y figure les mains sur les hanches, dans une fière attitude quelque peu arrogante. Acquise de l'artiste par la France en 1892, l'œuvre est conservée au musée d'Orsay, à Paris.
L'œuvre s'inspire sans doute de Lola de Valence, par Édouard Manet. Sargent a été l'élève de Carolus-Duran, ami intime du maître disparu. La toile de 1862 représente déjà une danseuse espagnole en robe bouffante. Elle a en outre été montrée lors de l'Exposition universelle de 1889, événement au cours duquel Carmencita se produit.

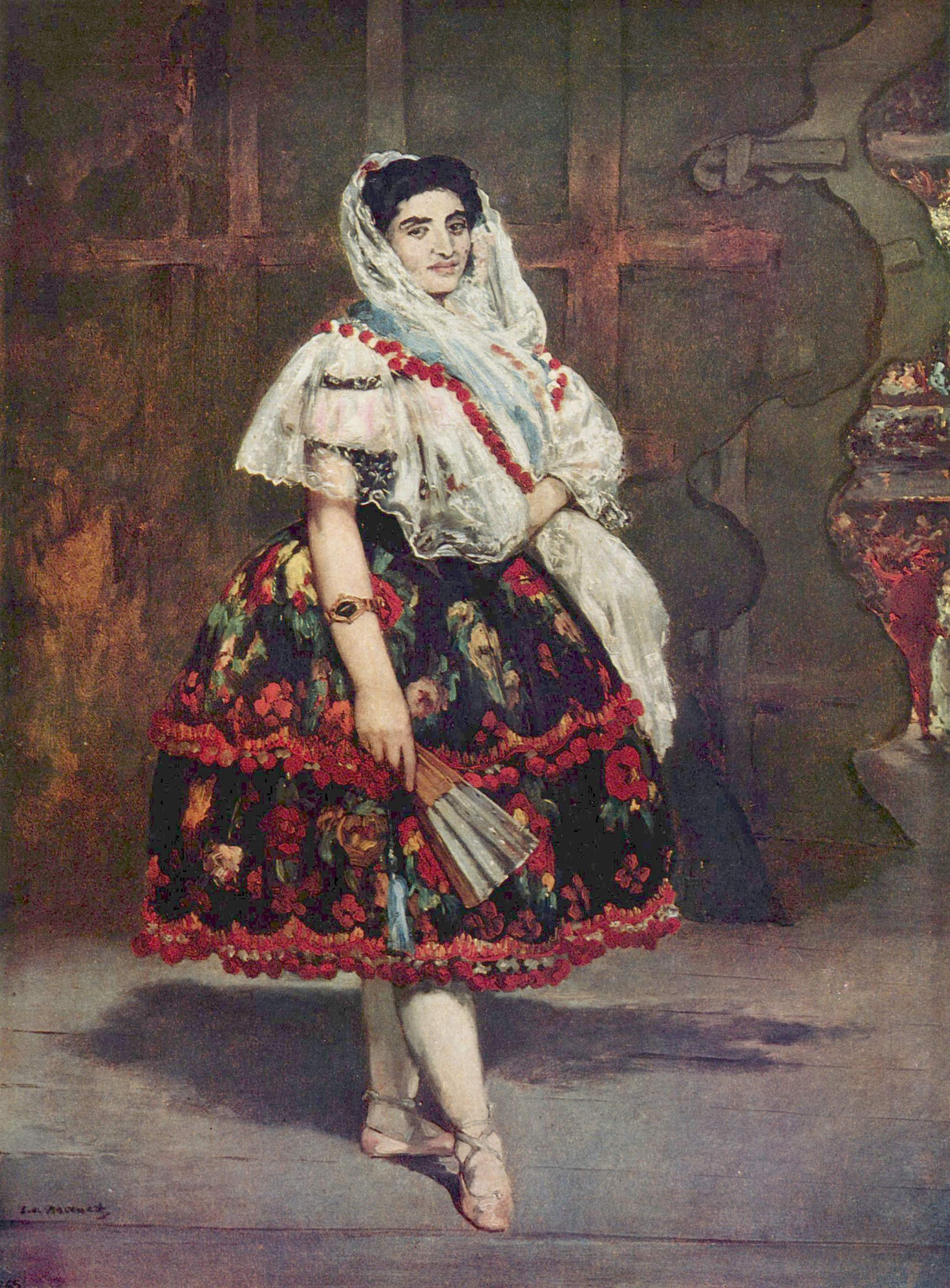
Lola de Valence, 1862 – Musée d'Orsay, Paris.